# Tepe-Sialk
Tepe Sialk (تپه سیلک ) je veliko starodavno arheološko najdišče (tepe ali perzijsko tappeh pomeni hrib ali kupček) v predmestju mesta Kãshãn, v provinci Isfahan, v osrednjem Iranu. Kultura, ki je naseljevala to področje, je bila povezana s kulturo ob reki Zayandeh.

## Zgodovina
Zigurat v Sialku je bil zgrajen okoli leta 3000 pred našim štetjem. Skupna študija, ki so jo izvedli Iranska organizacija za kulturno dediščino, Louvre in Institut Francais de Recherche en Iran je potrdila tudi starejša naselja na območju Sialka iz 5500 - 6000 pred našim štetjem.
Domnevajo, da je Sialk in celotno območje okoli njega nastal kot posledica nedotaknjenih velikih vodnih virov, ki so aktualni še danes. Cheshmeh ye Soleiman (" Salomonov vodnjak") je vir vode za to področje iz bližnjih hribov že tisoče let. Vrtovi Fin, zgrajeni v svoji sedanji obliki v 17. stoletju, so priljubljena turistična atrakcija. Tukaj so kralji safavidske dinastije preživljali počitnice stran od svojih glavnih mest. Prav tako je tukaj pokopan Piruz Nahavandi (Abu-Lu'lu'ah), perzijski morilec kalifa Umarja. Vsi ti ostanki se nahajajo na istem mestu, kjer je Sialk.

## Arheologija
Tepe Sialk je bil izkopan v treh sezonah (1933, 1934 in 1937). Izkopavanja je izvedla skupina, ki jo je vodil Roman Ghirshman. 
Študije, povezane s posamezno lokacijo so vodili D.E. McCown, Y. Majidzadeh, and P. Amieh. 
Izkopavanja so se ponovno več sezon odvijala med letoma 1999 in 2004 z ekipo iz  University of Pennsylvania in Iransko organizacijo za kulturno dediščino, pod vodstvom Sadegh Malek Shahmirzadija. 
Artefakti iz prvega obdobja izkopavanj so končali večinoma v Louvru, nekateri pa v Britanskem muzeju v Londonu, Metropolitan Museum of Art v New Yorku in Narodnem muzeju Irana ter pri zasebnih zbirateljih.
Ti artefakti sestavljalo nekaj zelo fino poslikane keramike. 

## Galerija
- 5500 let star skelet in drugi ostanki so razstavljeni v tej zgradbi.
- Detajl stene druge platforme prvega tepe.
- Pogled na južno fasado in kar je ostalo od prvega (od dveh) tepe.
- Poslikana lončenina, 4 tisočletje pr. n. št.. Kolekcija iz Sialka v Tehranskem narodnem muzeju.
- Ghirshmanova ekipa v Sialku 1934; sedijo od desne proti levi: Roman Ghirshman, Tania Ghirshman in Dr. Contenau.
- Keramika iz Sialka.